# Nieszczyce
Nieszczyce – wieś w Polsce położona w województwie dolnośląskim, w powiecie lubińskim, w gminie Rudna. Znajduje się tutaj barokowy dwór z XVIII w. oraz zabudowania gospodarcze.

## Podział administracyjny
W latach 1975–1998 miejscowość administracyjnie należała do województwa legnickiego.

## Demografia
Liczba mieszkańców według Narodowego Spisu Powszechnego (III 2011 r.) wynosiła 399 osób.

## Nazwa
W księdze łacińskiej Liber fundationis episcopatus Vratislaviensis (pol. Księga uposażeń biskupstwa wrocławskiego) spisanej za czasów biskupa Henryka z Wierzbna w latach 1295–1305 miejscowość wymieniona jest w zlatynizownej formie Nesticz.

## Zabytki
Do wojewódzkiego rejestru zabytków wpisane są:
- zespół dworski, z 1840 r., przebudowany w 1923 r.
  - dwór
  - park